# Târgușor
Târgușor est une commune du județ de Constanța en Roumanie.